# Microrégion de Montes Claros
 (février 2025).
Si vous disposez d'ouvrages ou d'articles de référence ou si vous connaissez des sites web de qualité traitant du thème abordé ici, merci de compléter l'article en donnant les références utiles à sa vérifiabilité et en les liant à la section « Notes et références ».
La microrégion de Montes Claros est l'une des sept microrégions qui subdivisent le Nord du Minas, dans l'État du Minas Gerais au Brésil.
Elle comporte 22 municipalités qui regroupaient 588 321 habitants en 2006 pour une superficie totale de 22 248 km2.

## Municipalités[1]
- Brasília de Minas
- Campo Azul
- Capitão Enéas
- Claro dos Poções
- Coração de Jesus
- Francisco Sá
- Glaucilândia
- Ibiracatu
- Japonvar
- Juramento
- Lontra
- Luislândia
- Mirabela
- Montes Claros
- Patis
- Ponto Chique
- São João da Lagoa
- São João da Ponte
- São João do Pacuí
- Ubaí
- Varzelândia
- Verdelândia